# Steven Lisberger
Steven Lisberger (Nueva York, 24 de abril de 1951) es el creador, escritor y director de la película Tron en 1982. También trabajó en los efectos especiales distintivos de la película, especialmente la marca especial de la circuitería brillante de Tron. También ha trabajado en otras dos películas, una de ellas la esperada secuela de Tron.

## Biografía
Según sus propias palabras, una de las cosas que a Leisberger le atraía de la animación era que no había mucha gente que se dedicara a ello. En Boston no era común dedicarse al cine y menos a la animación y con su socio Ed Ladd comenzaron a hacer animación al nivel más básico posible e hicieron su primera película, Cosmic Cartoon, una cinta psicodélica y artística. En un principio Lisberger Studios tenía ambiciones artísticas más que comerciales, pero conforme crecían necesitaban de más apoyo y más financiación para mantenerse y se dieron cuenta de que necesitaban ser más comerciales y comenzaron a hacer anuncios en Boston. Dos de los miembros del estudio, John Norton y Roger Allers fueron clave en el estudio, e hicieron anuncios para Sesame Street, Electronic Company, etc.
Les interesaba la animación a contraluz para crear efectos visuales sin basarse en la luz reflejada. No son acetatos pintados, sino máscaras, la luz va directamente a la cámara, y dibuja una silueta, los colores son muy intensos por los filtros y la saturación muy efectiva.

## Nacimiento de Tron
Steven utilizando la animación convencional creó un anuncio para un logo que mostraba a un personaje líquido y electrónico. Lo vendió para publicidad en diversas emisoras de radio. Esta fue la primera aparición del personaje al que llamó Tron. Tenían un guerrero electrónico pero no sabían muy bien qué hacer con esta idea y decían "haremos una película con contraluces".
Lisberger tenía la capacidad para animar a los demás, inspirando y manteniendo unida a la gente gracias a que creía en lo que hacía. Conoció a Donald Kushner y por aquel entonces Steven soñaba con hacer una animación de los Juegos Olímpicos y el American Film Institute le dio una beca para hacer un cortometraje. Llevaron la muestra a Nueva York y vendieron dos películas a Don Olemyer para la NBC, una para los Juegos Olímpicos de invierno y otra para los de verano de 1980.
En aquella época solo había seis animadores en Boston. Con el encargo de los Juegos Olímpicos el estudio se mudó a Venice, California; ya entonces pensaban en hacer Tron, pero hubo que retrasarlo por los cortometrajes de los Juegos Olímpicos y contrataron a más gente de allí. 
Fue entonces cuando Lisberger vio por primera vez los videojuegos. Inmediatamente quedó fascinado por ellos y quiso hacer una película que los incorporase. De acuerdo con Lisberger: «Me di cuenta de que había técnicas que podrían ser muy adecuadas para incorporar los videojuegos y gráficos por ordenador a la gran patanlla. Y fue en ese momento cuando se me pasó por la cabeza todo el concepto.» No le gustaba la naturaleza elitista de los ordenadores y los videojuegos y quiso crear una película que diese a conocer todo este mundo a los demás. 
En el verano de 1979 los Estados Unidos boicotearón los Juegos Olímpicos de Moscú 1980 y el proyecto fue cancelado, y fue entonces cuando pensaron en hacer Tron como película independiente.